# Comuna Ciortești, Iași
Ciortești este o comună în județul Iași, Moldova, România, formată din satele Ciortești (reședința), Coropceni, Deleni, Rotăria și Șerbești.

## Așezare
Comuna se află la marginea sudică a județului, pe malul stâng al râului Vasluieț, acolo unde acesta primește apele afluenților Coropceni și Ciortești. Este străbătută de șoseaua națională DN24, care leagă Iașiul de Vaslui. La Coropceni, din acest drum se ramifică șoseaua județeană DJ244D, care duce spre sud-est la Dolhești și mai departe în județul Vaslui la Bunești-Averești, Duda-Epureni și Huși (unde se termină în DN24B).

## Istorie
Comuna rurală Ciortești a fost înființată în anul 1864 ca urmare a reformei administrative și a devenit parte componentă a plasei Crasna, județul Vaslui. La momentul înființării, comuna era alcătuită din satele Ciortești, Deleni, Coropceni, Pribești și Șerbești, având un total de 594 de case și 616 familii.

Marele Dicționar Geografic consemnează în 1899 comuna Ciortești cu o populație de 2784 de locuitori și includea două mori cu aburi din care una la Șerbești o școală la Ciortești. De asemenea, în comuna existau cinci biserici, la Pribesti, Șerbești, Coropceni, Șerbești și Schitul Crasna.

Anuarul Socec din 1925 o consemnează în aceeași alcătuire, cu o populație de 4445 de locuitori, în plasa Codăești a aceluiași județ. În 1931, satul Pribești a fost transferat comunei Codăești, comuna rămânând cu satele Ciortești, Coropceni, Deleni și Șerbești.
În 1950, comuna a fost transferată raionului Codăești și apoi (după 1956) raionului Iasi din regiunea Iași. În 1968, a trecut, în componența actuală, la județul Iași.

## Demografie
Componența etnică a comunei Ciortești
     Români (92,85%)
     Romi (1,94%)
     Alte etnii (0%)
     Necunoscută (5,21%)
Componența confesională a comunei Ciortești
     Ortodocși (93,21%)
     Adventiști (1,3%)
     Alte religii (0,23%)
     Necunoscută (5,27%)
Conform recensământului efectuat în 2021, populația comunei Ciortești se ridică la 3.551 de locuitori, în scădere față de recensământul anterior din 2011, când fuseseră înregistrați 3.979 de locuitori. Majoritatea locuitorilor sunt români (92,85%), cu o minoritate de romi (1,94%), iar pentru 5,21% nu se cunoaște apartenența etnică. Din punct de vedere confesional, majoritatea locuitorilor sunt ortodocși (93,21%), cu o minoritate de adventiști (1,3%), iar pentru 5,27% nu se cunoaște apartenența confesională.

## Politică și administrație
Comuna Ciortești este administrată de un primar și un consiliu local compus din 13 consilieri. Primarul, Alina Apostol[*], de la Partidul Național Liberal, este în funcție din 2016. Începând cu alegerile locale din 2024, consiliul local are următoarea componență pe partide politice:
|  | Partid                    | Consilieri | Componența Consiliului | Componența Consiliului | Componența Consiliului | Componența Consiliului | Componența Consiliului | Componența Consiliului | Componența Consiliului | Componența Consiliului | Componența Consiliului | Componența Consiliului | Componența Consiliului |
|  | ------------------------- | ---------- | ---------------------- | ---------------------- | ---------------------- | ---------------------- | ---------------------- | ---------------------- | ---------------------- | ---------------------- | ---------------------- | ---------------------- | ---------------------- |
|  | Partidul Național Liberal | 11         |                        |                        |                        |                        |                        |                        |                        |                        |                        |                        |                        |
|  | Partidul Social Democrat  | 2          |                        |                        |                        |                        |                        |                        |                        |                        |                        |                        |                        |

## Monumente istorice
Două obiective din comuna Ciortești sunt incluse în lista monumentelor istorice din județul Iași ca monumente de interes local. Unul este un sit arheologic, aflat la „Fundătura 11”, la 2,5 km sud-vest de satul Șerbești, el cuprinzând așezări din perioada Latène (cultura geto-dacă), secolul al IV-lea e.n. (epoca daco-romană) și două medievale timpurii (una aparținând culturii Dridu). Celălalt obiectiv este biserica „Tăierea Capului Sfântului Ioan Botezătorul” (ante 1809) din satul CIORTEȘTI.

## Personalități
- Eugen Bulbuc (1872 - 1949) muzician, fondator al Societății Muzicale Armonia